# Jean Bol
Bol Jean ou Boel né le 5 juillet 1592 à Anvers, mort en 1640 dans cette même ville, est un graveur au burin et éditeur d'estampes du XVIIe siècle. Il appartient à l'une des bonnes familles de la ville ; ses alliances et ses relations sont toutes des plus honorables.

## Biographie
Fils de Quiryn ou Coryn de profession inconnue, père de Coryn Bol et de Pierre Bol. Cet artiste semble être plus éditeur que graveur si l'on compare le volume de chacune des activités. Il est reçu graveur en 1610 et franc-maître de la guilde de Saint-Luc cette même année.
Il se marie en 1619 avec Anne Vander Straten, et fonde une famille de neuf enfants, dont trois deviennent des artistes anversois. Parmi ces enfants, Coryn est cité comme graveur et Pierre comme peintre.
En 1620, il est admis dans la célèbre société de rhétorique de la Violette. Il est veuf peu de temps après la naissance de son dernier enfant, à la date où est payée la dette mortuaire, soit 1629 ou 1630, alors que lui-même est un octogénaire.

## Œuvres connues
- Arbor vitæ et regvlæ Fratrum Minorum
- Sedvlivs (Rus P.F. Henricvs) totius Ord. Seraphici Definator obijt 26 Feb. 1621
- Thomæ (Effigies D.) Aqvinatus